# Persone di nome Christoph
| Questa pagina contiene informazioni ricavate automaticamente dalle voci biografiche con l'ausilio del template Bio e di un bot. L'aggiornamento è periodico e automatico e ricostruisce completamente la pagina. Se manca una persona in questa lista, sei pregato di non aggiungerla, ma accertati piuttosto che la sua voce biografica contenga il template Bio e che i dati anagrafici siano correttamente compilati. Se il template Bio manca, inseriscilo tu stesso o, in alternativa, metti l'avviso {{tmp\|Bio}} che ne segnala la mancanza. Se i dati riportati sono sbagliati, correggi direttamente la voce biografica; le modifiche saranno visibili in questa lista entro pochi giorni. Per chiarimenti vedi il progetto antroponimi. La lista contiene solo le 154 persone che sono citate nell'enciclopedia e per le quali è stato implementato correttamente il template Bio. Pagina aggiornata al 16 ott 2024. |

Questa è una lista di persone presenti nell'enciclopedia che hanno il prenome Christoph, suddivise per attività principale.

## Allenatori di sci alpino(1)
- Christoph Alster, allenatore di sci alpino e ex sciatore alpino austriaco (Egg, n. 1980)

## Alpinisti(1)
- Christoph Hainz, alpinista italiano (Selva dei Molini, n. 1962)

## Anatomisti(1)
- Christoph Theodor Aeby, anatomista e antropologo svizzero (Phalsbourg, n. 1835 - Bílina, † 1885)

## Antifascisti(1)
- Christoph Probst, antifascista tedesco (Murnau am Staffelsee, n. 1919 - Monaco di Baviera, † 1943)

## Architetti(1)
- Christoph Dientzenhofer, architetto tedesco (Sankt Margrethen, n. 1655 - Praga, † 1722)

## Artigiani(2)
- Christoph Schissler, artigiano tedesco (n. 1531 - † 1608)
- Christoph Trechsler, artigiano tedesco (n. 1546 - † 1624)

## Artisti(1)
- Christoph Büchel, artista svizzero (Basilea, n. 1966)

## Astronomi(2)
- Christoph Arnold, astronomo tedesco (Sommerfeld, n. 1650 - Lipsia, † 1695)
- Christoph Grienberger, astronomo austriaco (Hall in Tirol, n. 1561 - Roma, † 1636)

## Attori(5)
- Christoph Maria Herbst, attore tedesco (Wuppertal, n. 1966)
- Christoph Kornschober, attore austriaco (Graz, n. 1979)
- Christoph M. Ohrt, attore tedesco (Amburgo, Germania, n. 1960)
- Christoph Sanders, attore statunitense (Hendersonville, n. 1988)
- Christoph Waltz, attore e regista austriaco (Vienna, n. 1956)

## Autori di videogiochi(1)
- Christoph Hartmann, autore di videogiochi, sceneggiatore e imprenditore statunitense (Baltimora, n. 1959)

## Batteristi(1)
- Christoph Schneider, batterista tedesco (Berlino Est, n. 1966)

## Biatleti(3)
- Christoph Knie, ex biatleta tedesco (Bad Berleburg, n. 1984)
- Christoph Stephan, ex biatleta tedesco (Rudolstadt, n. 1986)
- Christoph Sumann, ex biatleta e fondista austriaco (Judenburg, n. 1976)

## Bibliotecari(1)
- Christoph Friedrich von Stälin, bibliotecario e storico tedesco (Calw, n. 1805 - Stoccarda, † 1873)

## Bobbisti(4)
- Christoph Bartsch, ex bobbista tedesco
- Christoph Hafer, bobbista tedesco (n. 1992)
- Christoph Heyder, bobbista tedesco (Suhl, n. 1974)
- Christoph Langen, ex bobbista tedesco (Colonia, n. 1962)

## Botanici(2)
- Christoph Friedrich Hegelmaier, botanico e medico tedesco (Sulzbach an der Murr, n. 1833 - Tubinga, † 1906)
- Christoph Friedrich Otto, botanico tedesco (Schneeberg, n. 1783 - Berlino, † 1856)

## Calciatori(27)
- Christoph Frick, ex calciatore liechtensteinese (n. 1974)
- Christoph Baumgartner, calciatore austriaco (Horn, n. 1999)
- Christoph Biedermann, ex calciatore liechtensteinese (n. 1987)
- Christoph Dabrowski, ex calciatore tedesco (Katowice, n. 1978)
- Christoph Daferner, calciatore tedesco (Pöttmes, n. 1999)
- Christoph Daum, calciatore e allenatore di calcio tedesco (Zwickau, n. 1953 - Colonia, † 2024)
- Christoph Frick, ex calciatore liechtensteinese (n. 1984)
- Christoph Halper, calciatore austriaco (n. 1998)
- Christoph Hemlein, ex calciatore tedesco (Heidelberg, n. 1990)
- Christoph Janker, ex calciatore tedesco (Cham, n. 1985)
- Christoph Klarer, calciatore austriaco (Böheimkirchen, n. 2000)
- Christoph Knasmüllner, calciatore austriaco (Vienna, n. 1992)
- Christoph Kobald, calciatore austriaco (Vienna, n. 1997)
- Christoph Kramer, calciatore tedesco (Solingen, n. 1991)
- Christoph Kröpfl, calciatore austriaco (Graz, n. 1990)
- Christoph Lang, calciatore austriaco (Deutschlandsberg, n. 2002)
- Christoph Leitgeb, ex calciatore austriaco (Graz, n. 1985)
- Christoph Martschinko, calciatore austriaco (Lebring-Sankt Margarethen, n. 1994)
- Christoph Metzelder, ex calciatore tedesco (Haltern am See, n. 1980)
- Christoph Monschein, calciatore austriaco (n. 1992)
- Christoph Preuß, ex calciatore tedesco (Gießen, n. 1981)
- Christoph Rabitsch, ex calciatore austriaco (Spittal an der Drau, n. 1996)
- Christoph Riegler, calciatore austriaco (Ybbs an der Donau, n. 1992)
- Christoph Saurer, calciatore austriaco (Vienna, n. 1986)
- Christoph Schößwendter, ex calciatore austriaco (Zell am See, n. 1988)
- Christoph Westerthaler, calciatore e allenatore di calcio austriaco (Silz, n. 1965 - Horn, † 2018)
- Christoph Zimmermann, calciatore tedesco (Düsseldorf, n. 1993)

## Canottieri(1)
- Christoph Zerbst, ex canottiere austriaco (Salisburgo, n. 1963)

## Cardinali(1)
- Christoph Schönborn, cardinale e arcivescovo cattolico austriaco (Skalka, n. 1945)

## Cestisti(2)
- Christoph Körner, ex cestista tedesco (Gelsenkirchen, n. 1962)
- Christoph Philipps, cestista tedesco (Monaco di Baviera, n. 1998)

## Ciclisti su strada(3)
- Christophe Didier, ciclista su strada lussemburghese (Bour, n. 1915 - Strasburgo, † 1978)
- Christoph Pfingsten, ex ciclista su strada e ciclocrossista tedesco (Potsdam, n. 1987)
- Christoph Roodhooft, ex ciclista su strada e dirigente sportivo belga (Herentals, n. 1974)

## Combinatisti nordici(2)
- Christoph Bieler, ex combinatista nordico austriaco (Hall in Tirol, n. 1977)
- Christoph Eugen, ex combinatista nordico austriaco (Judenburg, n. 1976)

## Compositori(6)
- Christoph Brüx, compositore, pianista e pittore tedesco (Sonsbeck, n. 1965)
- Christoph Demantius, compositore, teorico della musica e poeta tedesco (Liberec, n. 1567 - Freiberg, † 1643)
- Christoph Willibald Gluck, compositore tedesco (Erasbach, n. 1714 - Vienna, † 1787)
- Christoph Graupner, compositore e clavicembalista tedesco (Kirchberg, n. 1683 - Darmstadt, † 1760)
- Christoph Schaffrath, compositore tedesco (Hohnstein, n. 1709 - Berlino, † 1763)
- Christoph Ernst Friedrich Weyse, compositore e organista danese (Altona, n. 1774 - Copenaghen, † 1842)

## Direttori d'orchestra(2)
- Christoph von Dohnányi, direttore d'orchestra tedesco (Berlino, n. 1929)
- Christoph Hammer, direttore d'orchestra, pianista e musicologo tedesco (Ensdorf, n. 1966)

## Dirigenti sportivi(2)
- Christoph Freund, dirigente sportivo e ex calciatore austriaco (Leogang, n. 1977)
- Christoph Spycher, dirigente sportivo e ex calciatore svizzero (Wolhusen, n. 1978)

## Disc jockey(1)
- Kris Menace, disc jockey e produttore discografico tedesco (Landau in der Pfalz, n. 1980)

## Discoboli(1)
- Christoph Harting, discobolo tedesco (n. 1990)

## Disegnatori(1)
- Christoph Heinrich Kniep, disegnatore e pittore tedesco (Hildesheim, n. 1755 - Napoli, † 1825)

## Drammaturghi(1)
- Christoph Nuehlen, drammaturgo tedesco

## Economisti(1)
- Christoph Bernoulli, economista e naturalista svizzero (Basilea, n. 1782 - † 1863)

## Filologi(2)
- Christoph Keller, filologo tedesco (Smalcalda, n. 1634 - Halle, † 1707)
- Christoph Wilhelm Mitscherlich, filologo classico tedesco (Weißensee, n. 1760 - Gottinga, † 1854)

## Filosofi(3)
- Christoph Gottfried Bardili, filosofo tedesco (Blaubeuren, n. 1761 - Stoccarda, † 1808)
- Christoph Kaufmann, filosofo e medico svizzero (Winterthur, n. 1753 - Berthelsdorf, † 1795)
- Christoph von Sigwart, filosofo e logico tedesco (Tubinga, n. 1830 - Tubinga, † 1904)

## Fondisti(1)
- Christoph Eigenmann, ex fondista svizzero (Wattwil, n. 1979)

## Fotografi(1)
- Chris von Wangenheim, fotografo tedesco (Brieg, n. 1942 - Saint Martin, † 1981)

## Funzionari(1)
- Christoph Baker, funzionario e scrittore statunitense (Ginevra, n. 1955)

## Generali(3)
- Christoph von Benckendorff, generale russo (Fredrikshamn, n. 1749 - Kolga, † 1823)
- Christoph Leontievič Euler, generale e nobile tedesco (Berlino, n. 1743 - Vyborg, † 1808)
- Christoph von Lieven, generale, diplomatico e principe russo (Kiev, n. 1774 - Roma, † 1839)

## Gesuiti(1)
- Christoph Scheiner, gesuita, astronomo e matematico tedesco (Markt Wald, n. 1573 - Nysa, † 1650)

## Giocatori di football americano(1)
- Christoph Gross, ex giocatore di football americano austriaco (n. 1988)

## Giuristi(1)
- Christoph von Scheurl, giurista, politico e umanista tedesco (Norimberga, n. 1481 - † 1542)

## Hockeisti su ghiaccio(2)
- Christoph Schubert, hockeista su ghiaccio tedesco (Monaco di Baviera, n. 1982)
- Christoph Ullmann, hockeista su ghiaccio tedesco (Altötting, n. 1983)

## Marciatori(1)
- Christoph Höhne, ex marciatore tedesco (Borsdorf, n. 1941)

## Matematici(3)
- Christoph Gudermann, matematico tedesco (Vienenburg, n. 1798 - Münster, † 1852)
- Christoph Rothmann, matematico e astronomo tedesco (Bernburg - Bernburg, † 1601)
- Christoph Rudolff, matematico tedesco (Jawor, n. 1499 - Vienna, † 1545)

## Medici(3)
- Christoph Helwig junior, medico tedesco (Greifswald, n. 1679 - Greifswald, † 1714)
- Christoph Wilhelm Hufeland, medico tedesco (Bad Langensalza, n. 1762 - Berlino, † 1836)
- Christoph Heinrich Pfaff, medico, chimico e fisico tedesco (Stoccarda, n. 1773 - Kiel, † 1852)

## Militari(3)
- Christoph Bernhard Francke, ufficiale e pittore tedesco (Hannover - Braunschweig, † 1729)
- Christoph Graf, ufficiale svizzero (Pfaffnau, n. 1961)
- Carl von Imhoff, militare e pittore tedesco (Mörlach, n. 1734 - Monaco di Baviera, † 1788)

## Musicisti(2)
- Christoph Bach, musicista tedesco (Wechmar, n. 1613 - Arnstadt, † 1661)
- Chris Karrer, musicista, compositore e polistrumentista tedesco (Kempten, n. 1947 - † 2024)

## Musicologi(1)
- Christoph Wolff, musicologo tedesco (Solingen, n. 1940)

## Nobili(1)
- Christoph von Werdenberg-Heiligenberg, nobile tedesco (n. 1480 - Sigmaringen, † 1534)

## Oculisti(1)
- Friedrich Jäger von Jaxtthal, oculista austriaco (Kirchberg an der Jagst, n. 1784 - Vienna, † 1871)

## Orientalisti(1)
- Christoph Luxenberg, orientalista tedesco

## Orologiai(1)
- Christoph Miller, orologiaio tedesco

## Partigiani(1)
- Christoph von Hartungen, partigiano e militare italiano (Primiero, n. 1913)

## Pianisti(1)
- Christoph Eschenbach, pianista e direttore d'orchestra tedesco (Breslavia, n. 1940)

## Pittori(3)
- Christoph Ludwig Agricola, pittore e incisore tedesco (Ratisbona, n. 1667 - Ratisbona, † 1719)
- Christoph Amberger, pittore tedesco (Svevia - Augusta, † 1562)
- Christoph Thomas Scheffler, pittore tedesco (Mainburg, n. 1699 - Augusta, † 1756)

## Poeti(1)
- Christoph Friedrich Heinle, poeta e filologo tedesco (Mayen in der Eifel, n. 1894 - Berlino, † 1914)

## Politici(4)
- Christoph Blocher, politico e imprenditore svizzero (Sciaffusa, n. 1940)
- Christoph von Dohna, politico tedesco (Mohrungen, n. 1583 - Orange, † 1637)
- Christoph Fürer von Haimendorf, politico, poeta e traduttore tedesco (Norimberga, n. 1663 - Norimberga, † 1732)
- Chris van der Klaauw, politico e diplomatico olandese (Leida, n. 1924 - L'Aia, † 2005)

## Registi(1)
- Christoph Hochhäusler, regista e sceneggiatore tedesco (Monaco di Baviera, n. 1972)

## Religiosi(1)
- Christoph Schappeler, religioso svizzero (San Gallo, n. 1472 - † 1551)

## Saltatori con gli sci(1)
- Christoph Schwarz, saltatore con gli sci tedesco (n. 1959)

## Sassofonisti(1)
- Christoph Gallio, sassofonista svizzero (Winterthur, n. 1957)

## Schermidori(2)
- Christoph Kneip, schermidore tedesco (n. 1980)
- Christoph Marik, schermidore austriaco (Wiener Neustadt, n. 1977)

## Sciatori alpini(6)
- Christoph Dreier, ex sciatore alpino austriaco (Mittersill, n. 1981)
- Christoph Gruber, ex sciatore alpino austriaco (Schwaz, n. 1976)
- Christoph Kornberger, ex sciatore alpino austriaco (n. 1981)
- Christoph Krenn, sciatore alpino austriaco (n. 1994)
- Christoph Meissl, sciatore alpino austriaco (n. 2000)
- Christoph Nösig, ex sciatore alpino austriaco (Längenfeld, n. 1985)

## Scrittori(7)
- Christoph Friederich Bretzner, scrittore tedesco (Lipsia, n. 1748 - † 1807)
- Christoph Hein, scrittore e traduttore tedesco (Heinzendorf, n. 1944)
- Christoph Mrongovius, scrittore, filosofo e linguista polacco (Hohenstein, n. 1764 - † 1855)
- Christoph Friedrich Nicolai, scrittore e editore tedesco (Berlino, n. 1733 - Berlino, † 1811)
- Christoph Ransmayr, scrittore austriaco (Wels, n. 1954)
- Christoph von Schmid, scrittore, religioso e educatore tedesco (Dinkelsbuehl, n. 1768 - Augusta, † 1854)
- Christoph Martin Wieland, scrittore, poeta e editore tedesco (Achstetten, n. 1733 - Weimar, † 1813)

## Storici(2)
- Christoph Friedrich Ayrmann, storico tedesco (Lipsia, n. 1695 - Gießen, † 1747)
- Christoph Dartmann, storico tedesco (Hiltrup, n. 1969)

## Tenori(1)
- Christoph Prégardien, tenore tedesco (Limburgo sulla Lahn, n. 1956)

## Teologi(3)
- Christoph Friedrich von Ammon, teologo tedesco (Bayreuth, n. 1766 - Dresda, † 1850)
- Christoph Friedrich Blumhardt, teologo e politico tedesco (Möttlingen, n. 1842 - Jebenhausen, † 1919)
- Christoph Matthäus Pfaff, teologo tedesco (Stoccarda, n. 1686 - Gießen, † 1760)

## Tipografi(1)
- Christoph Valdarfer, tipografo tedesco (Ratisbona - Milano)

## Umanisti(1)
- Christoph von Stadion, umanista e vescovo cattolico tedesco (Schelklingen, n. 1478 - Norimberga, † 1543)

## Velisti(1)
- Christoph Sieber, ex velista austriaco (Wels, n. 1971)

## Vescovi cattolici(3)
- Christoph Bernhard von Galen, vescovo cattolico tedesco (Drensteinfurt, n. 1606 - Ahaus, † 1678)
- Christoph Franz von Hutten, vescovo cattolico tedesco (Mainberg, n. 1673 - Würzburg, † 1729)
- Christoph Wertwein, vescovo cattolico austriaco (Pforzheim, n. 1512 - Vienna, † 1553)

## Senza attività specificata(2)
- Christoph Mick, ex snowboarder italiano (Bolzano, n. 1988)
- Christoph Sauser, ex mountain biker svizzero (Sigriswil, n. 1976)